# Platja des Sortell d'en Ter
La platja des Sortell d'en Ter, o platja d'es Bau des Sortell, és una platja del municipi de Cadaqués (Alt Empordà) situada a la badia de Cadaqués, al límit sud del municipi, entre la platja des Llané Petit, al nord, i la platja des Sortell, al sud, separada per unes roques. Té una longitud de 22 m i una amplada mitja de 8 m, formada per sorres, graves i còdols. La cala està pràcticament tancada per les façanes d'una fila de cases.